# Musée Electropolis
 (septembre 2023).
Si vous disposez d'ouvrages ou d'articles de référence ou si vous connaissez des sites web de qualité traitant du thème abordé ici, merci de compléter l'article en donnant les références utiles à sa vérifiabilité et en les liant à la section « Notes et références ».
Le Musée Electropolis  « l'aventure de l'électricité » est avec ses 4 000 m2, le plus important musée d'Europe de l'histoire de l'électricité et de l'électroménager situé à Mulhouse dans le quartier de Dornach. Fondé en 1992 à côté de la Cité du train, et proche de la Cité de l'automobile, il est labellisé Musée de France.

## Historique

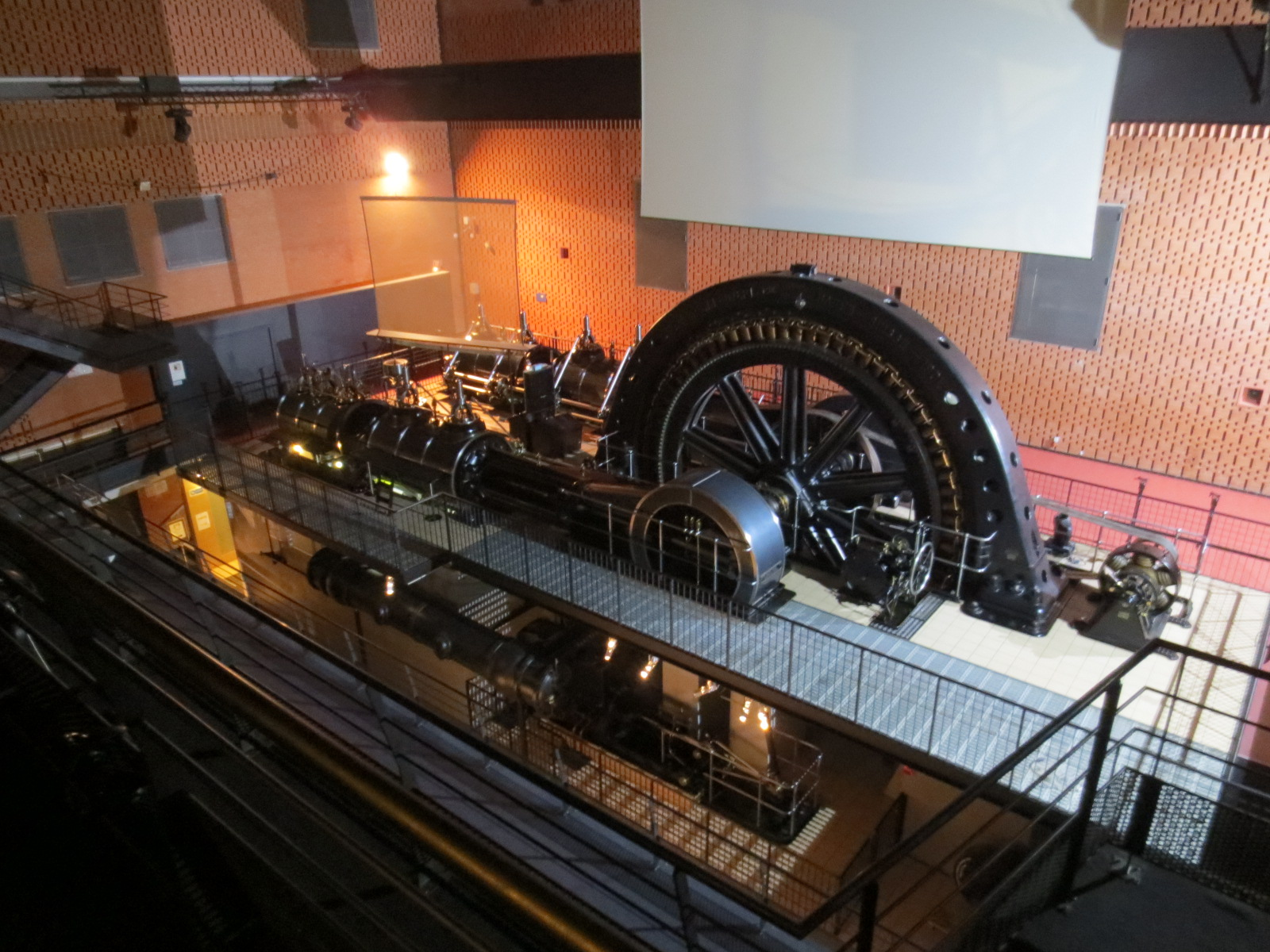
Groupe électrogène Sulzer-BBC de 1901 de 170 tonnes.

En 1992 le musée est créé entre autres grâce au mécénat d'EDF pour sauver de la destruction la pièce maîtresse de l’exposition : un groupe électrogène de 1901 (machine à vapeur couplée à un alternateur Sulzer-BBC), fleuron du patrimoine technique et industriel mulhousien.
Cette « grande machine » de 15 m de long, 170 tonnes de fonte, d'acier et de cuivre, dont la roue mesure 6 m de diamètre, alimentait en électricité avec une puissance de 900 kilowatts pour une tension de 400 volts, la filature textile industrielle historique D.M.C de Mulhouse entre 1901 et 1947.
Témoin de l’époque des premières expositions universelles, elle a nécessité 20 000 heures de restauration pour fonctionner à nouveau chaque jour lors de mises en scène spectaculaires de son et lumière multimédia.

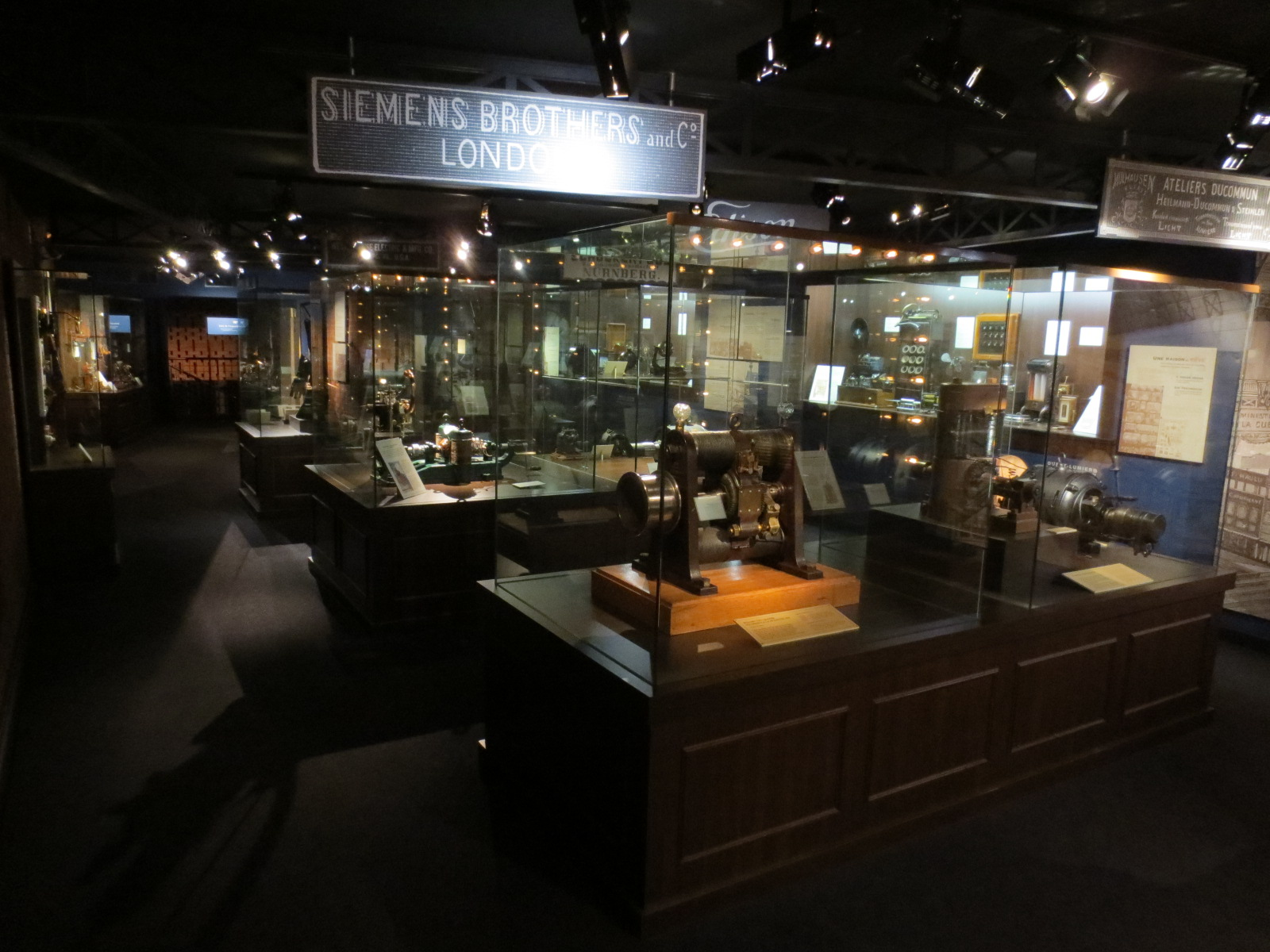
Moteurs électriques industriels
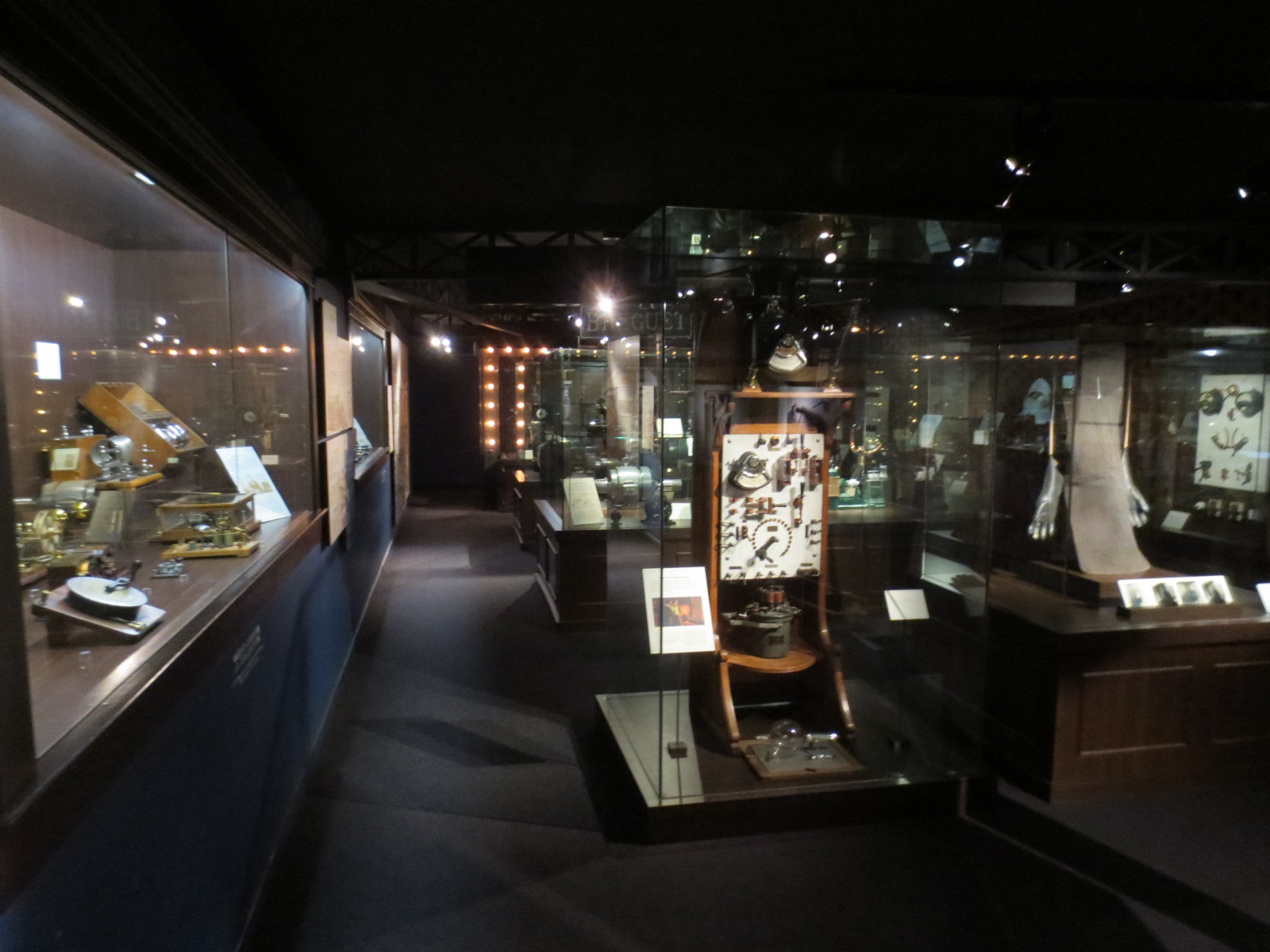
Machine électrique
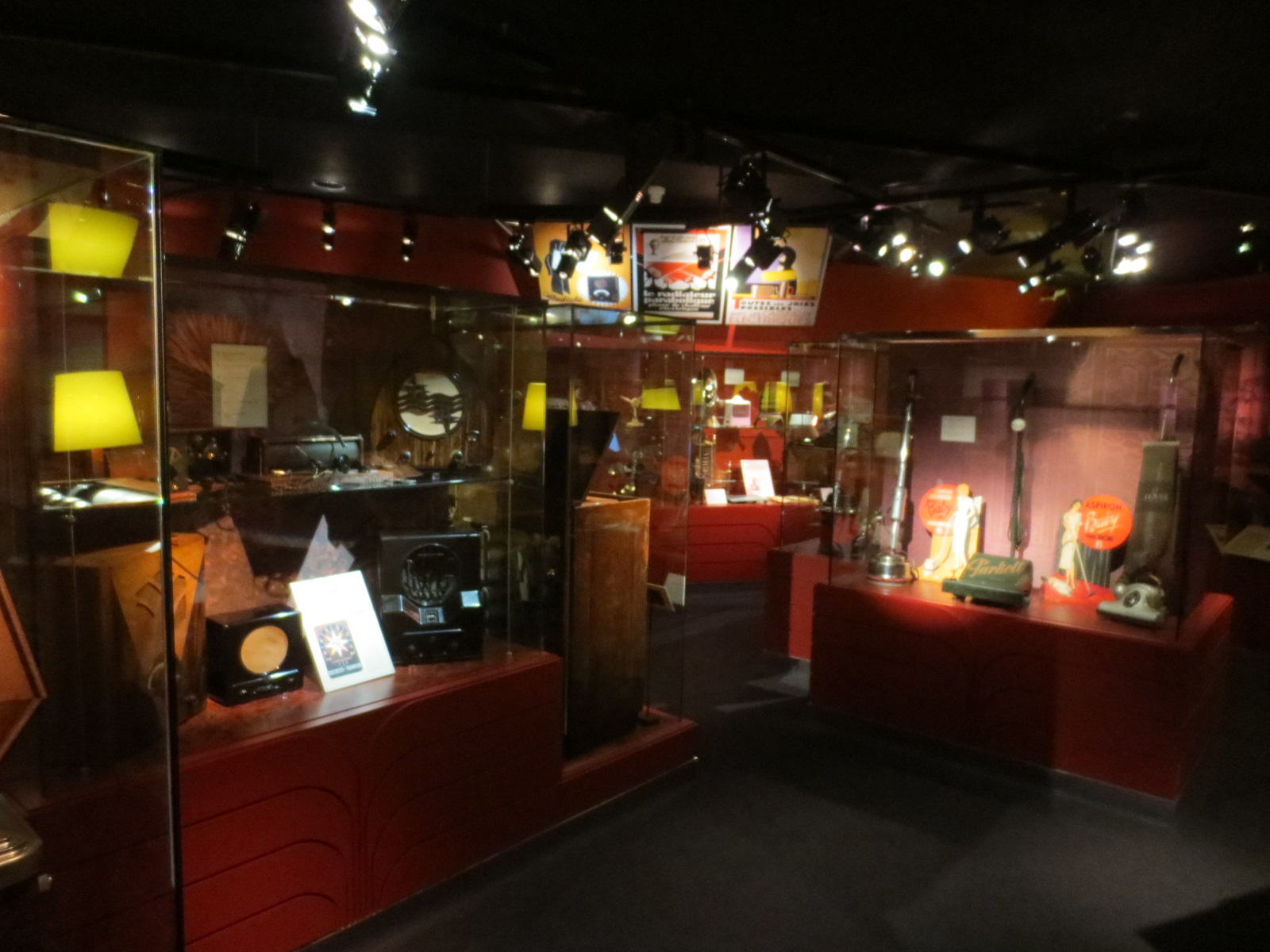
Électroménager
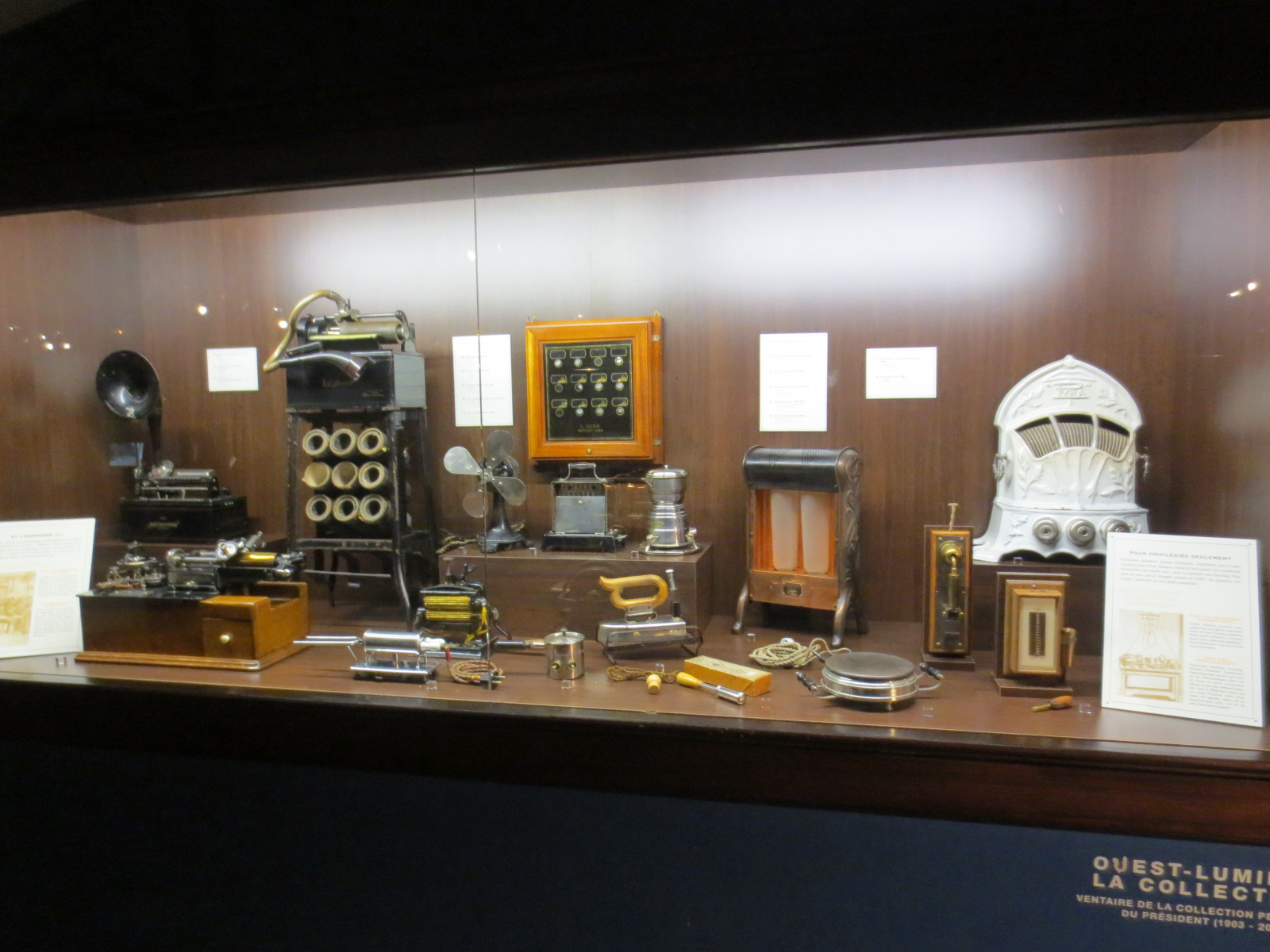
Électroménager, fin XIXe siècle début XXe siècle

Le musée retrace l’histoire de l'électricité, depuis la foudre de l'Antiquité, aux expériences sur l'électricité des XVIIe siècle et XVIIIe siècle, à la révolution industrielle de la fin du XIXe siècle, au confort domestique électrique de nos jours, à travers des expositions de collections d'objets historiques, de rétrospectives d'inventeurs pionniers dont Benjamin Franklin, André-Marie Ampère, Alessandro Volta, Samuel Morse, Alexander Graham Bell, Nikola Tesla, Thomas Edison, Guglielmo Marconi..., d'animations, expériences publiques, ateliers de découvertes pédagogiques, d'un jardin technologique de 2 hectares, d'expositions temporaires...

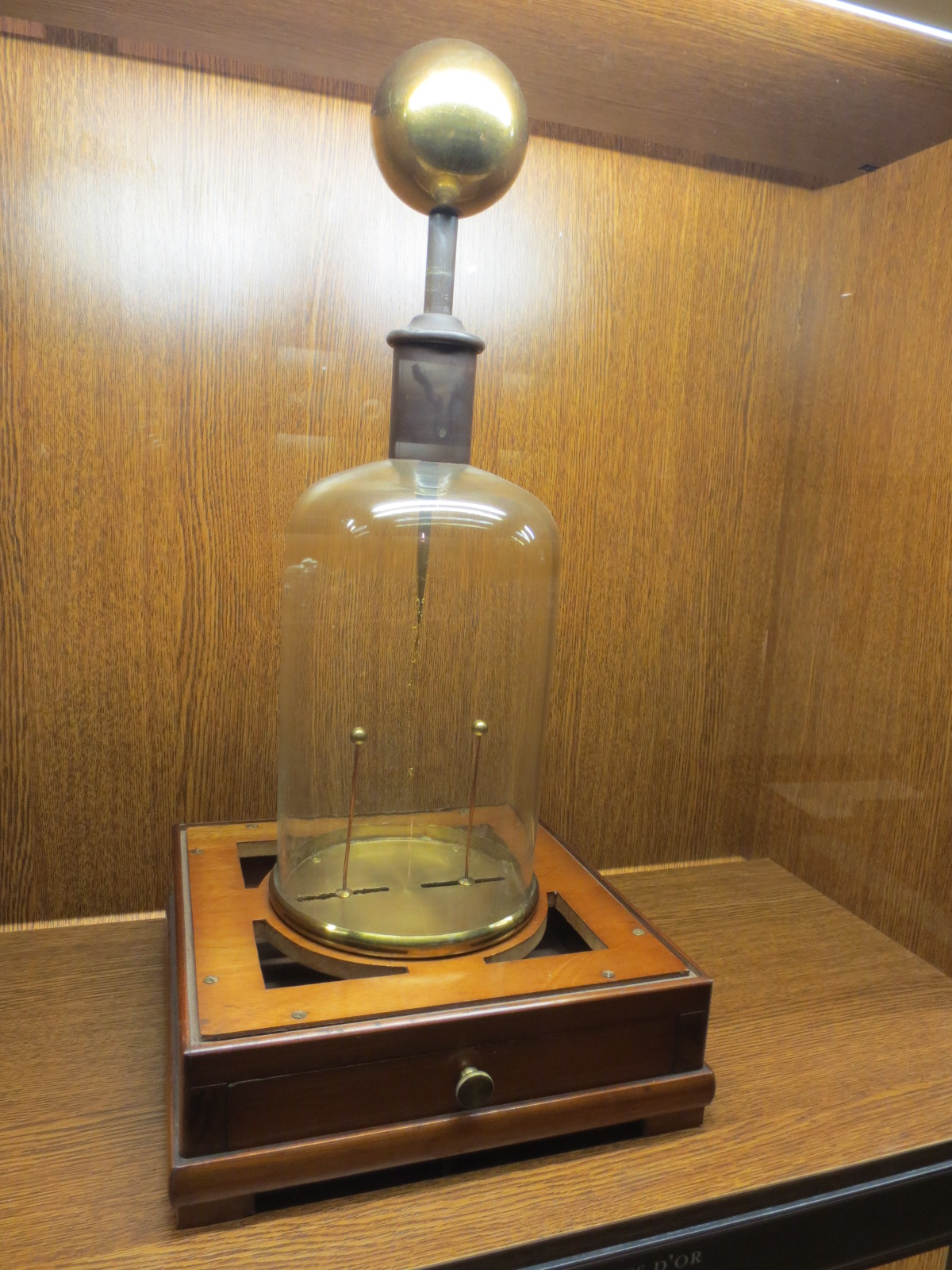
Électromètre, premier électroscope à feuilles d'or
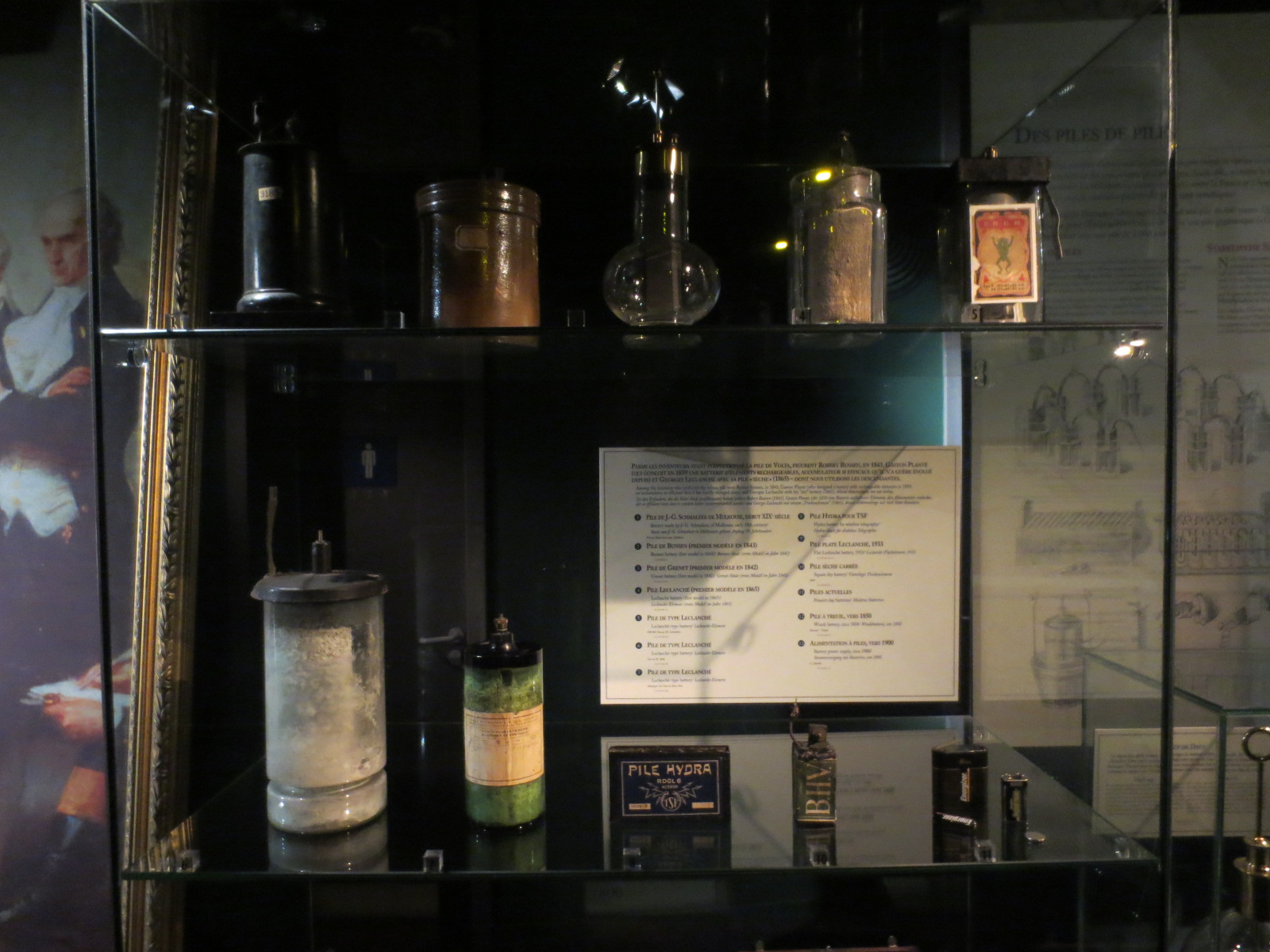
Piles électriques du XIXe siècle, de Bunsen, Leclanché...
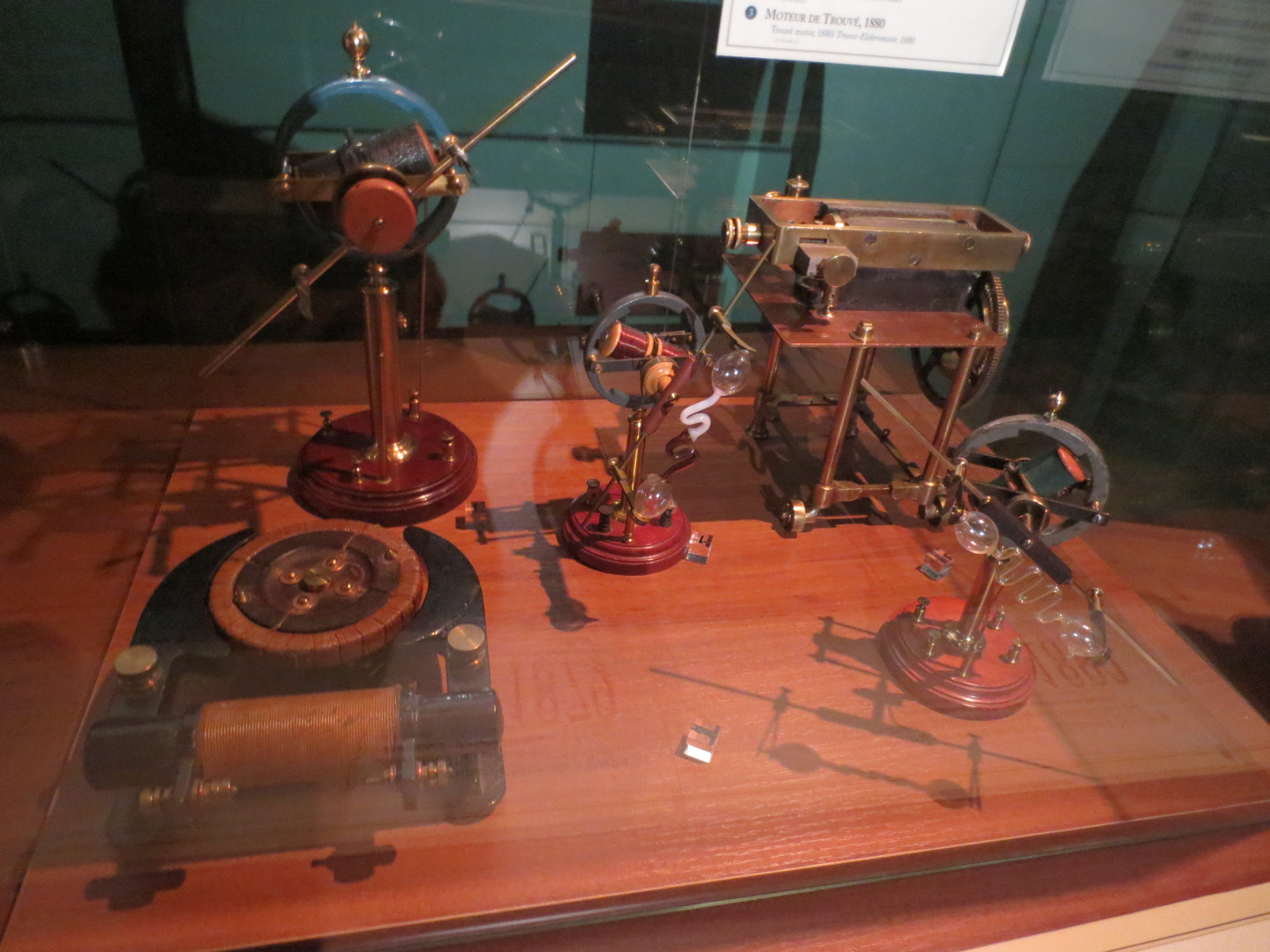
Premiers moteurs électriques de la fin du XIXe siècle
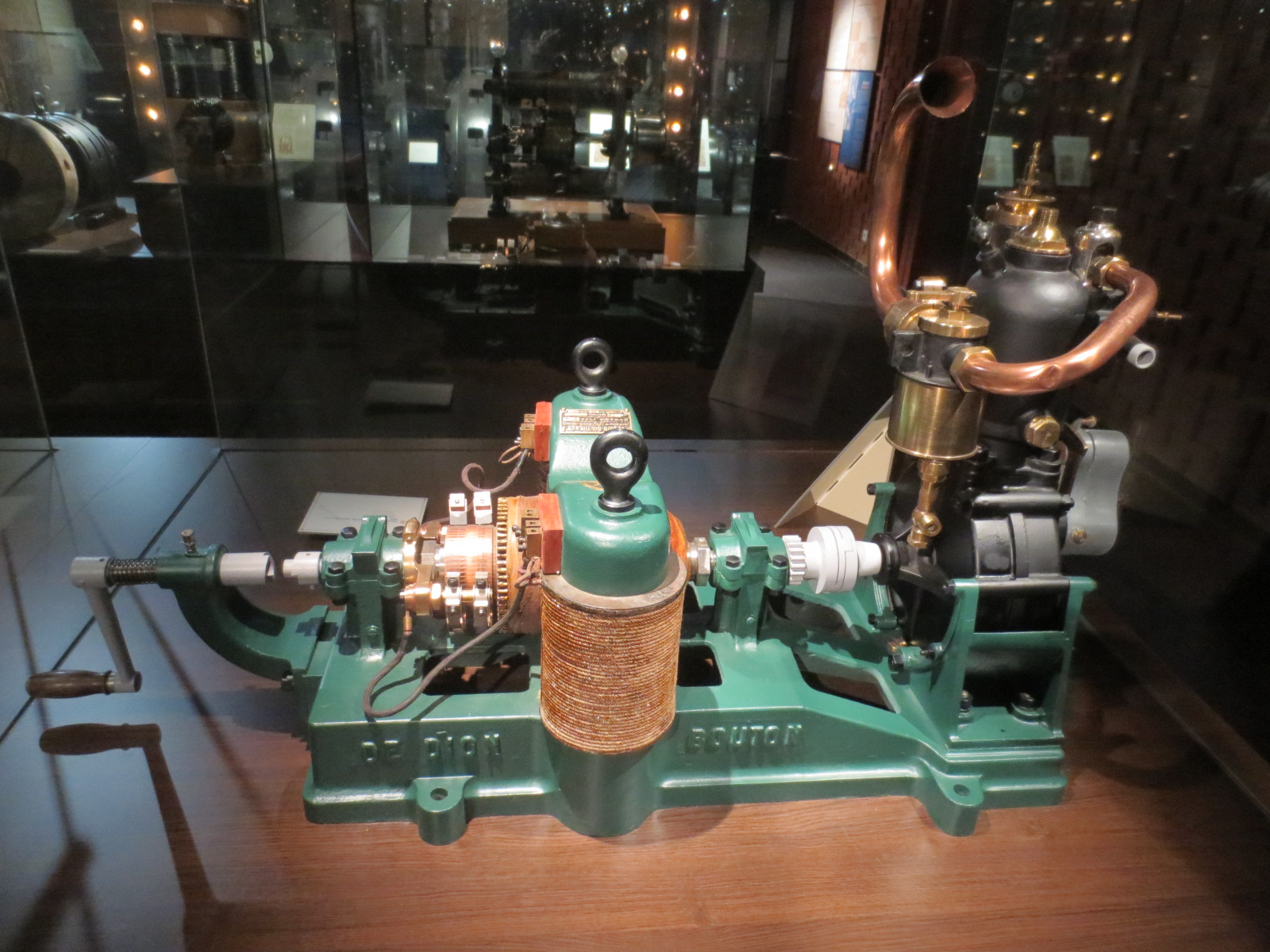
Groupe électrogène / moteur De Dion-Bouton de 1902

Les collections du Musée Electropolis comptent plus de 12 000 objets dont un millier sont présentés en exposition permanente.
L'important centre de fonds documentaires, d’affiches, d’archives techniques et commerciales du musée constitue la bibliothèque la plus riche en France dans ce domaine.

## Quelques objets exposés

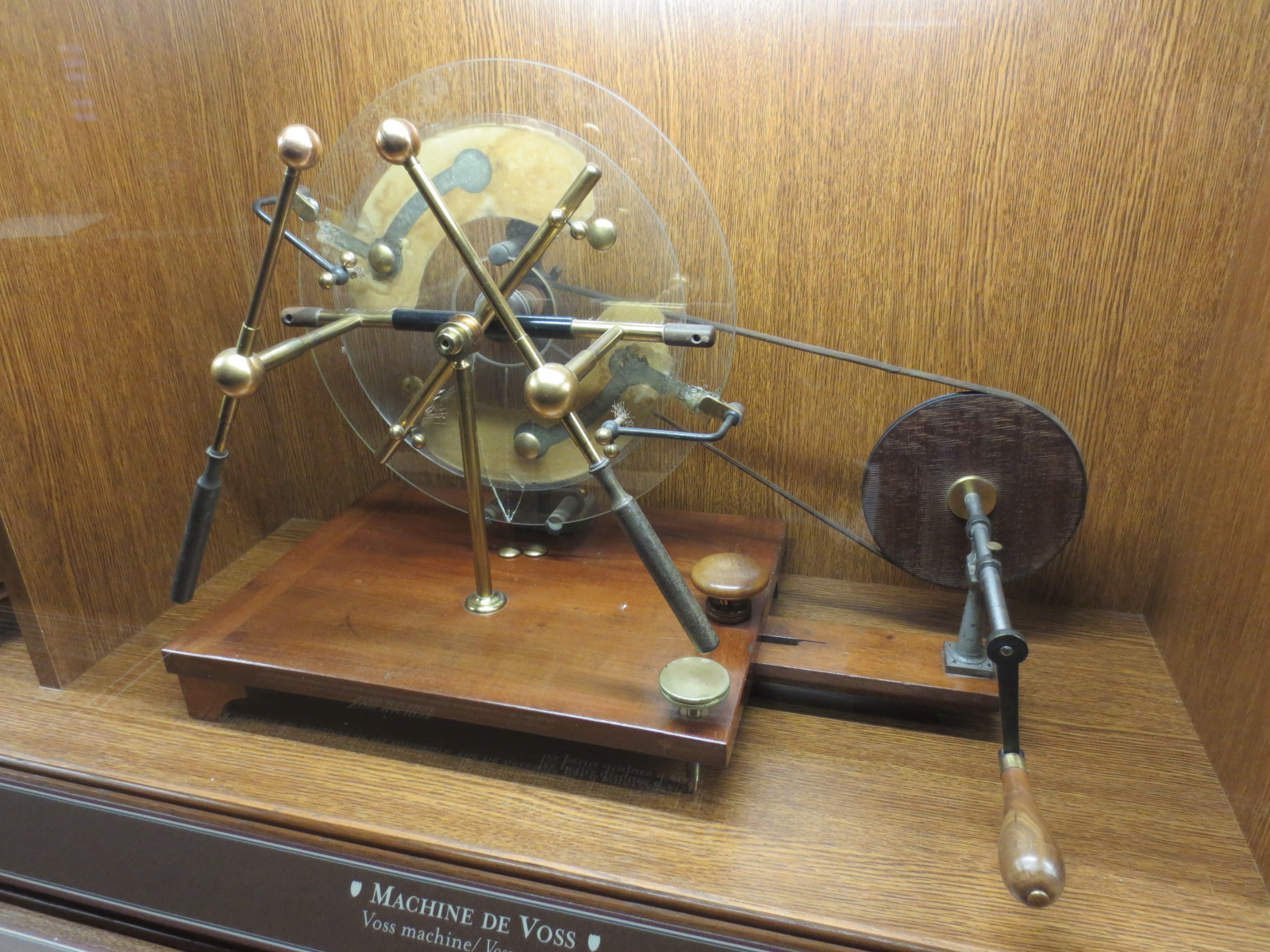
Machine électrostatique de Voss exposée à l'exposition internationale d'Électricité de 1881 à Paris
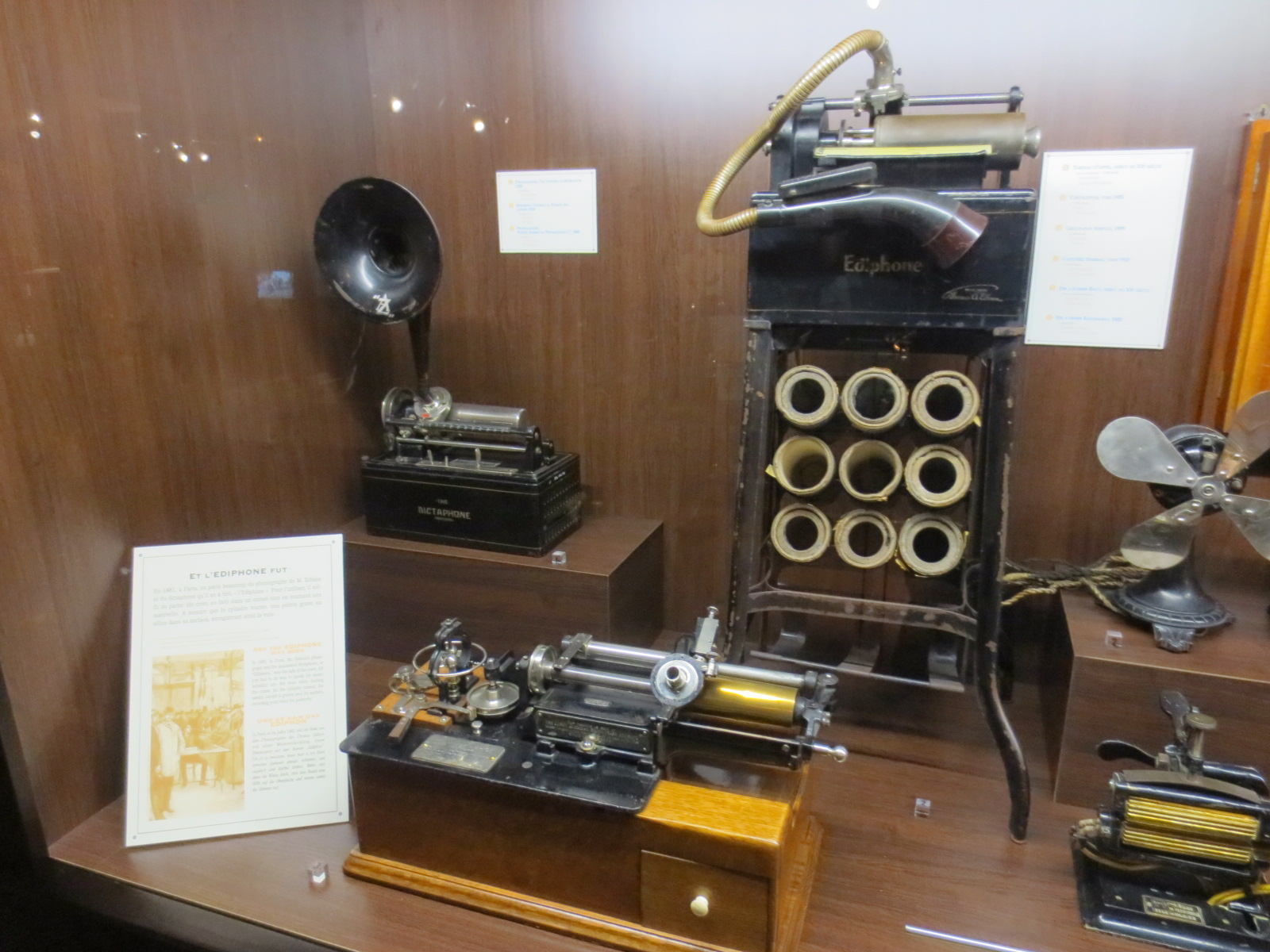
Dictaphone, phonographe, Ediphone de Thomas Edison...
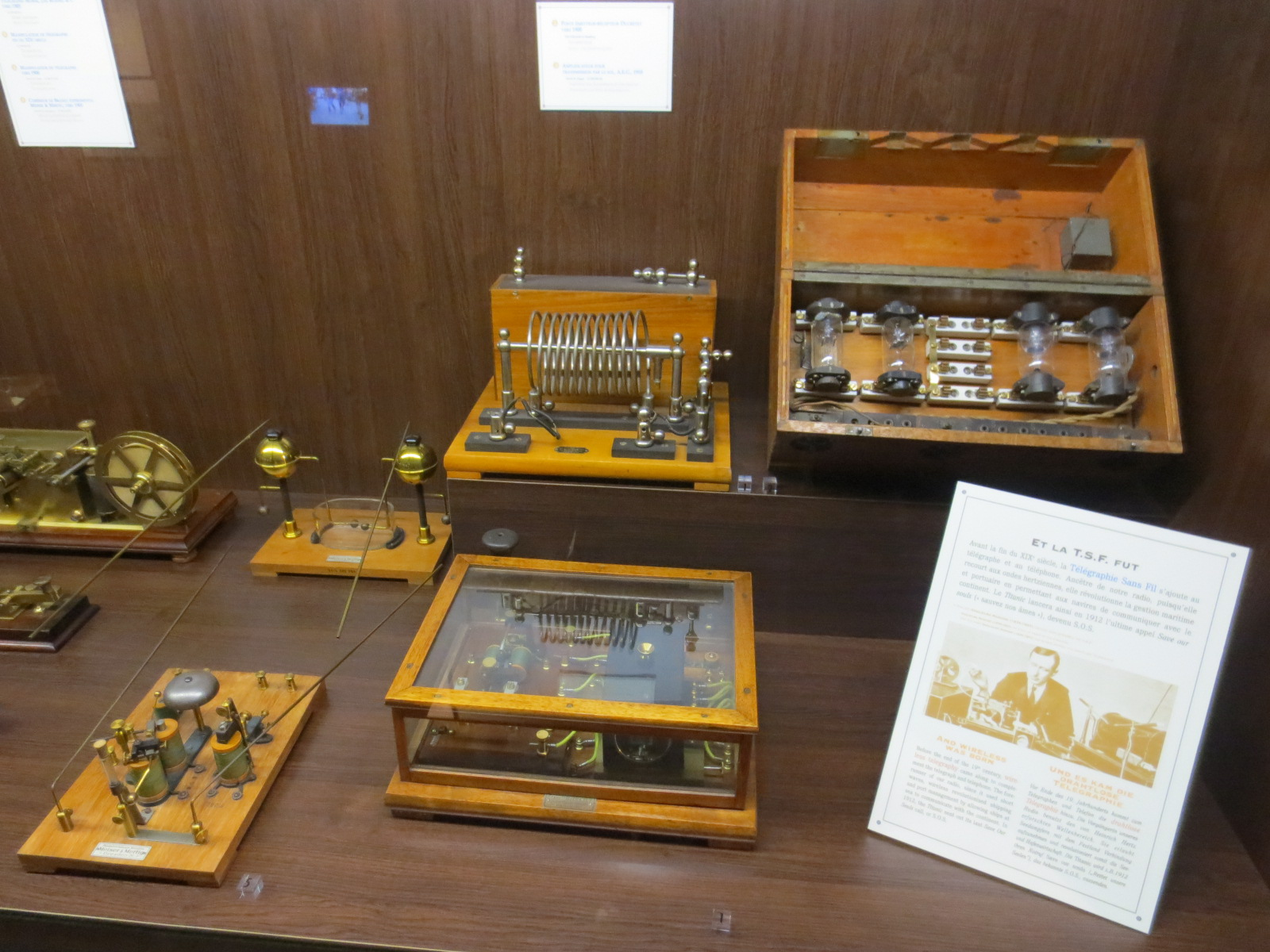
Récepteur radio T.S.F., fin du XIXe siècle
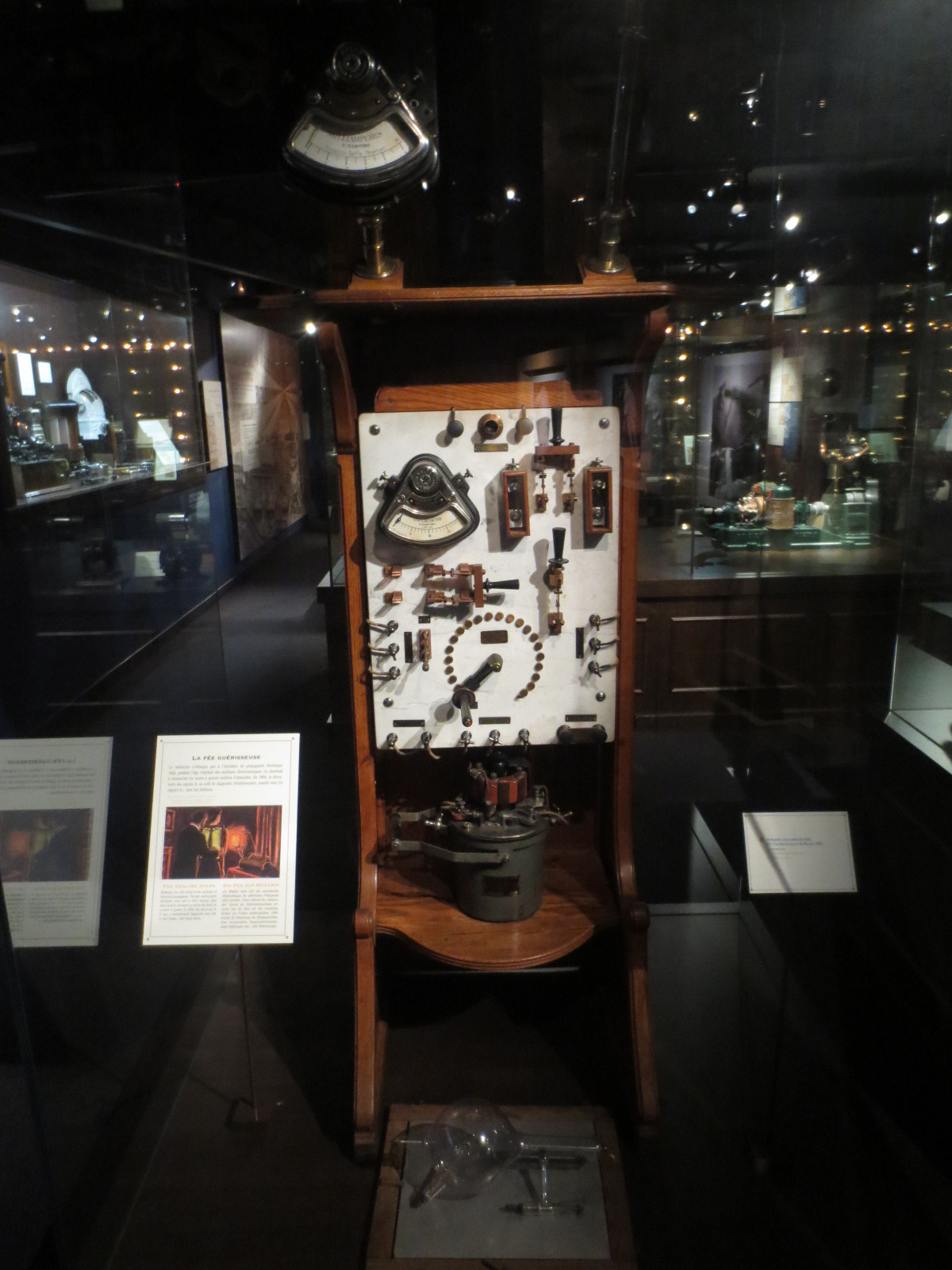
Appareil de radiographie médicale par rayon X Gaiffe-Gallot & Pilon de 1923
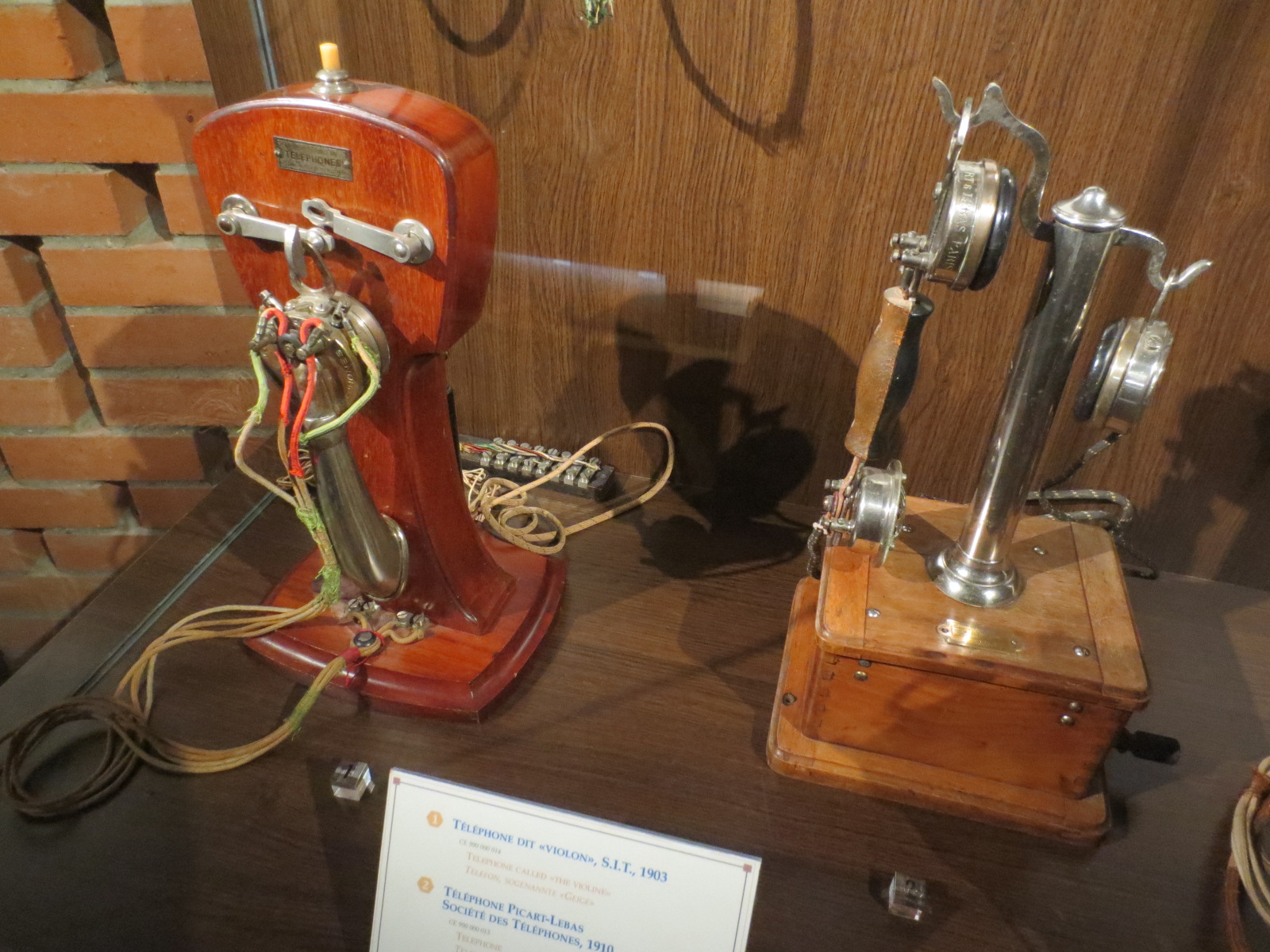
Téléphones de 1903 et 1910
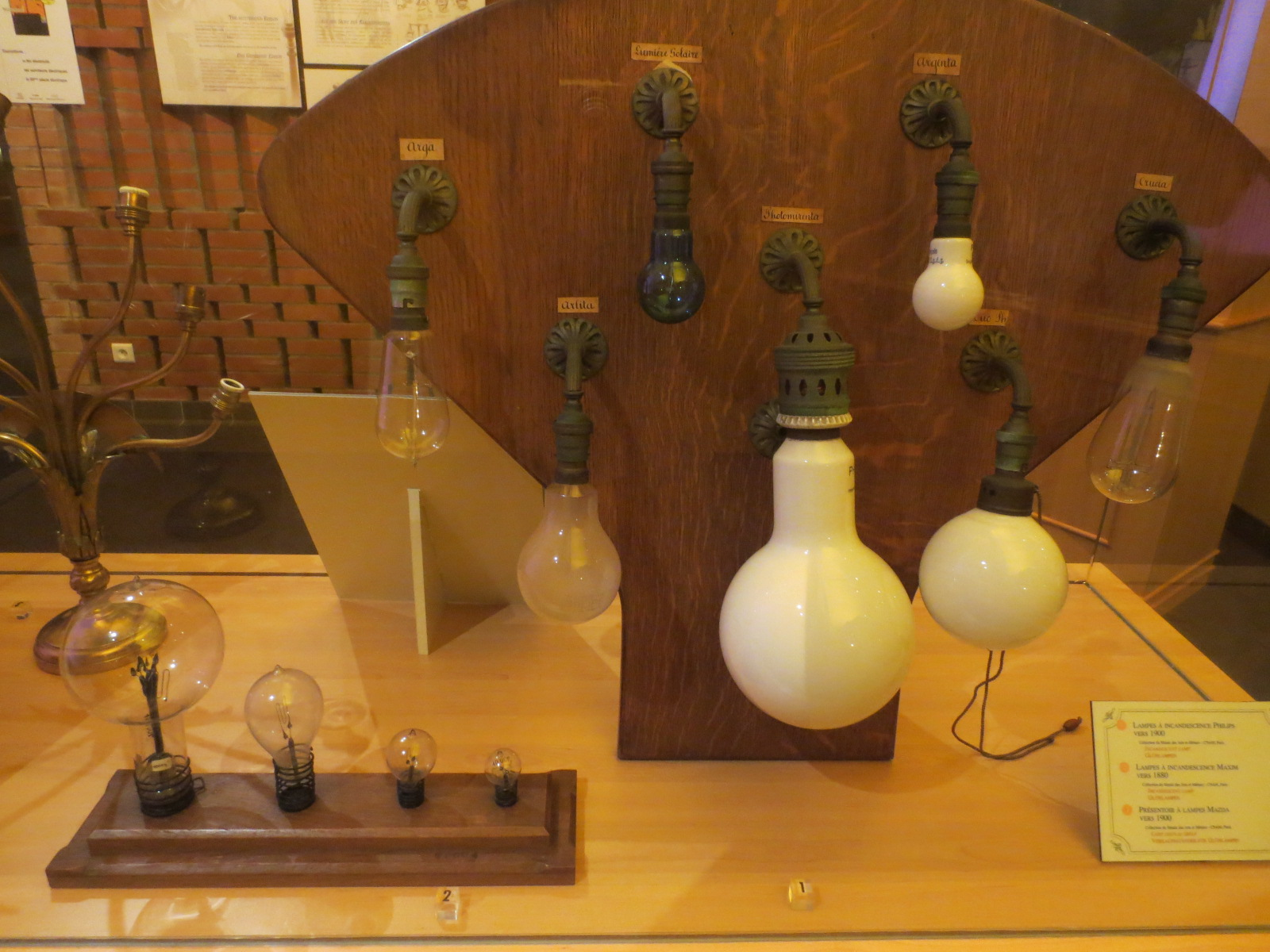
Lampes à incandescence Maxim vers 1880 et Philips vers 1900
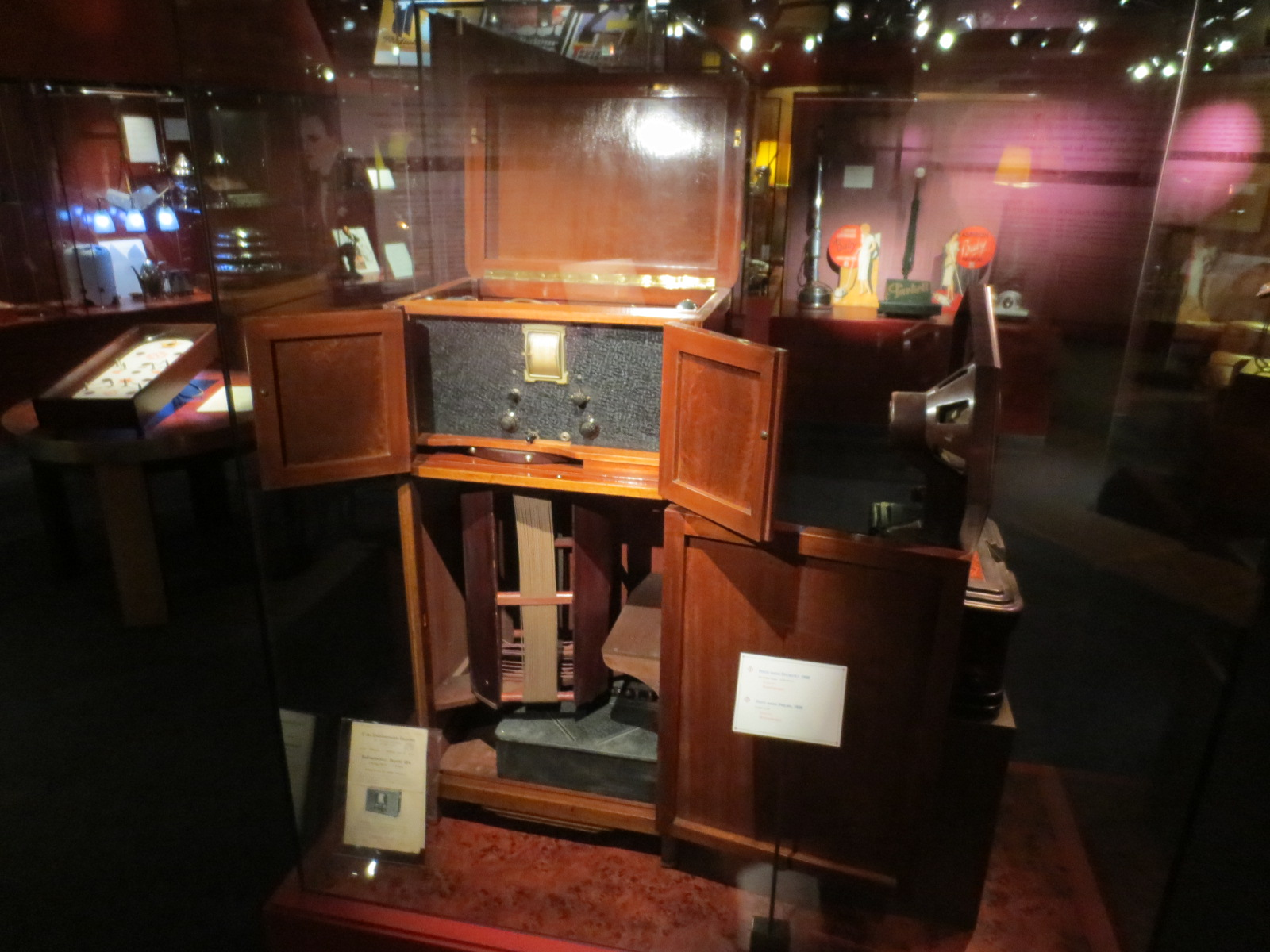
Récepteur radio Ducretet LD6 de 1930
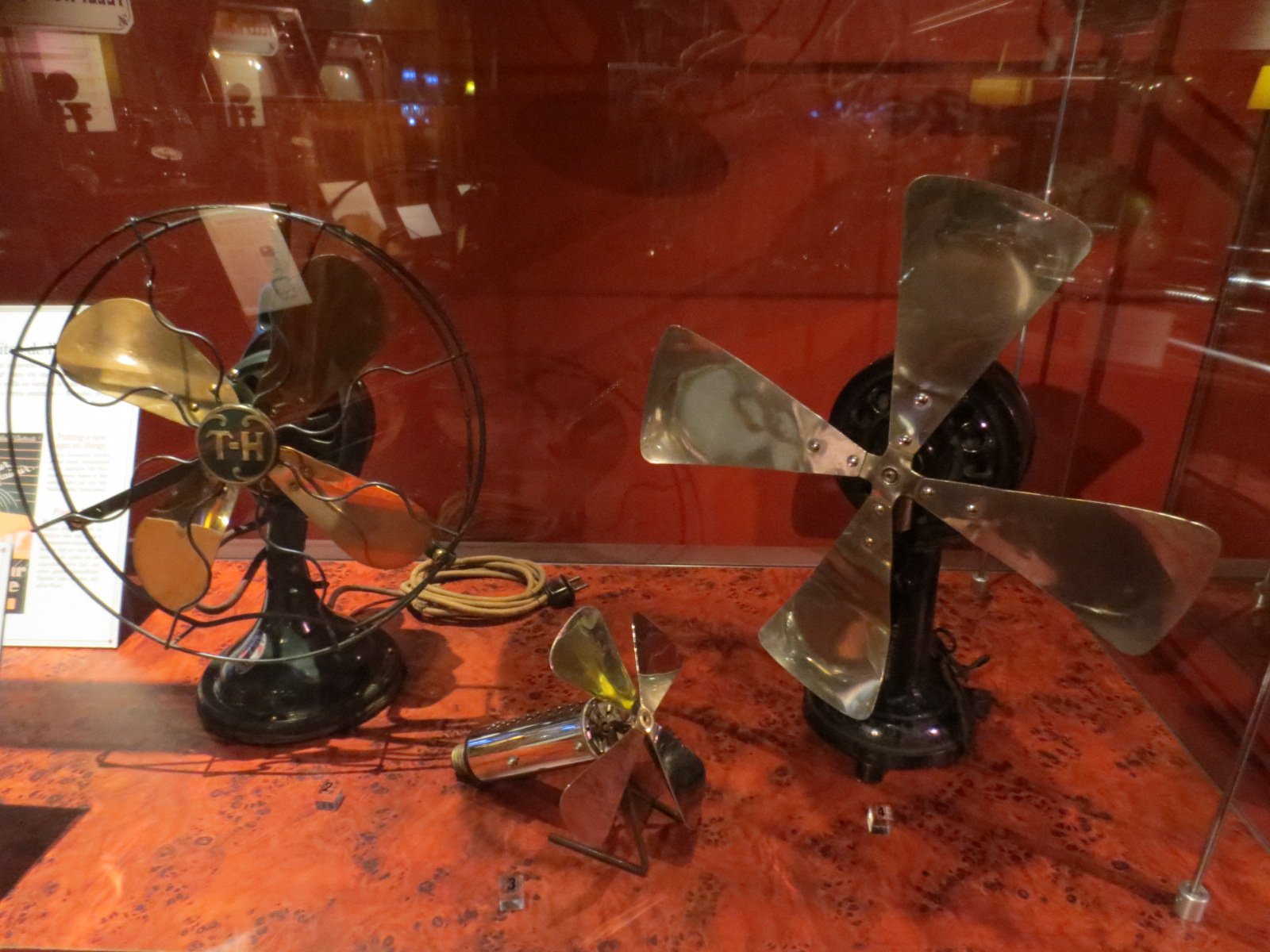
Ventilateurs début du XXe siècle
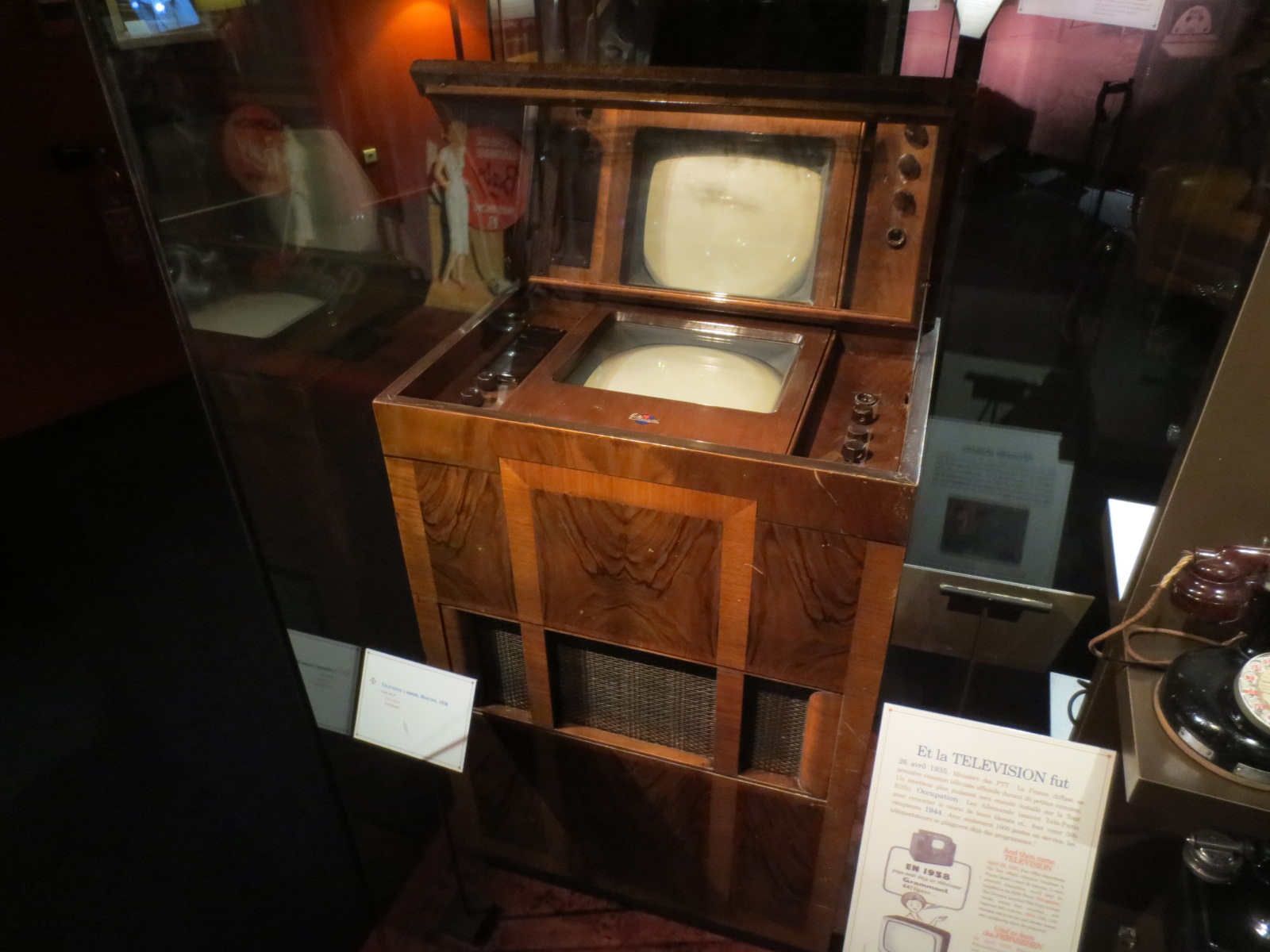
Téléviseur à miroir Marconi de 1936
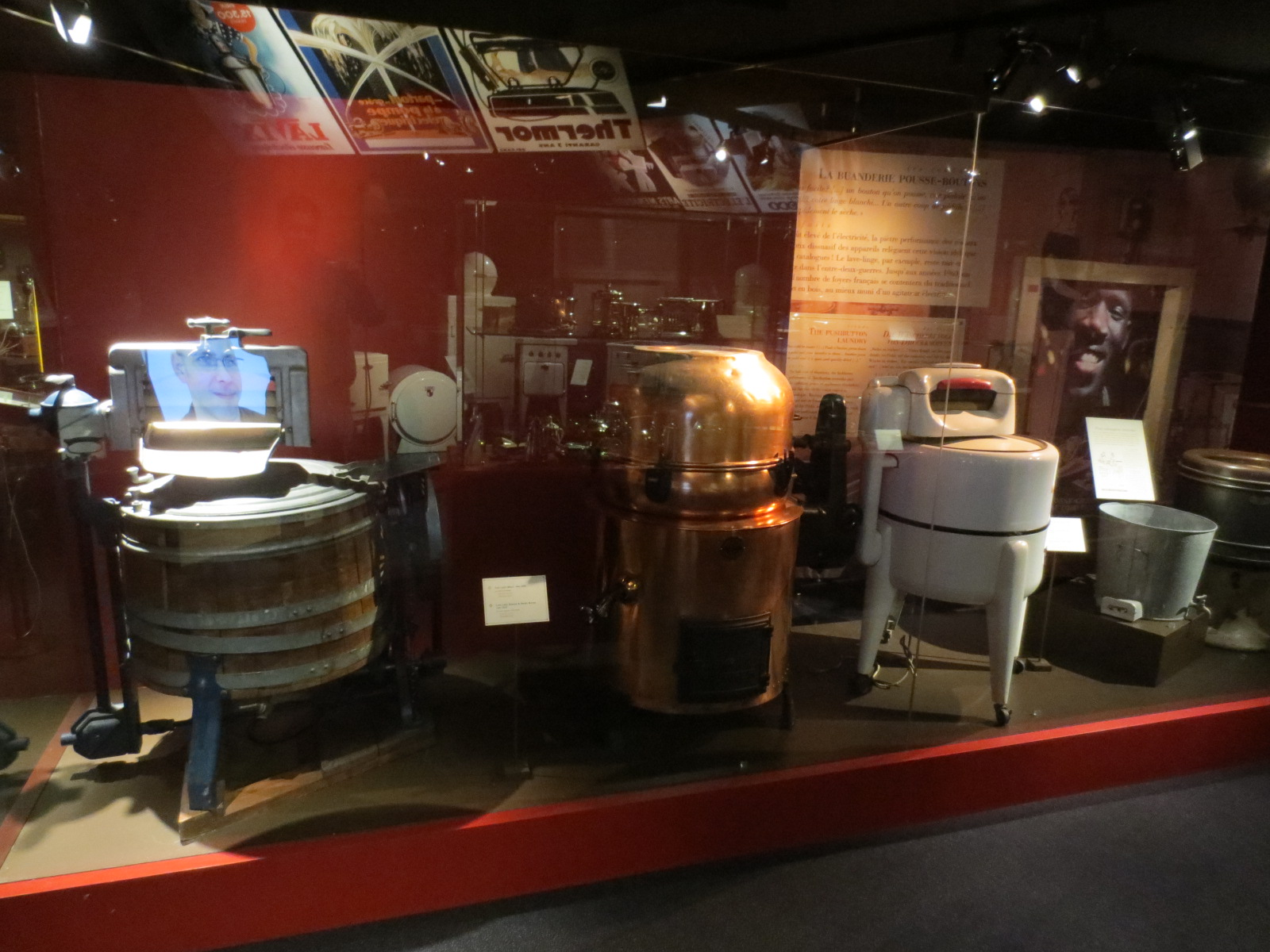
Machine à laver le linge
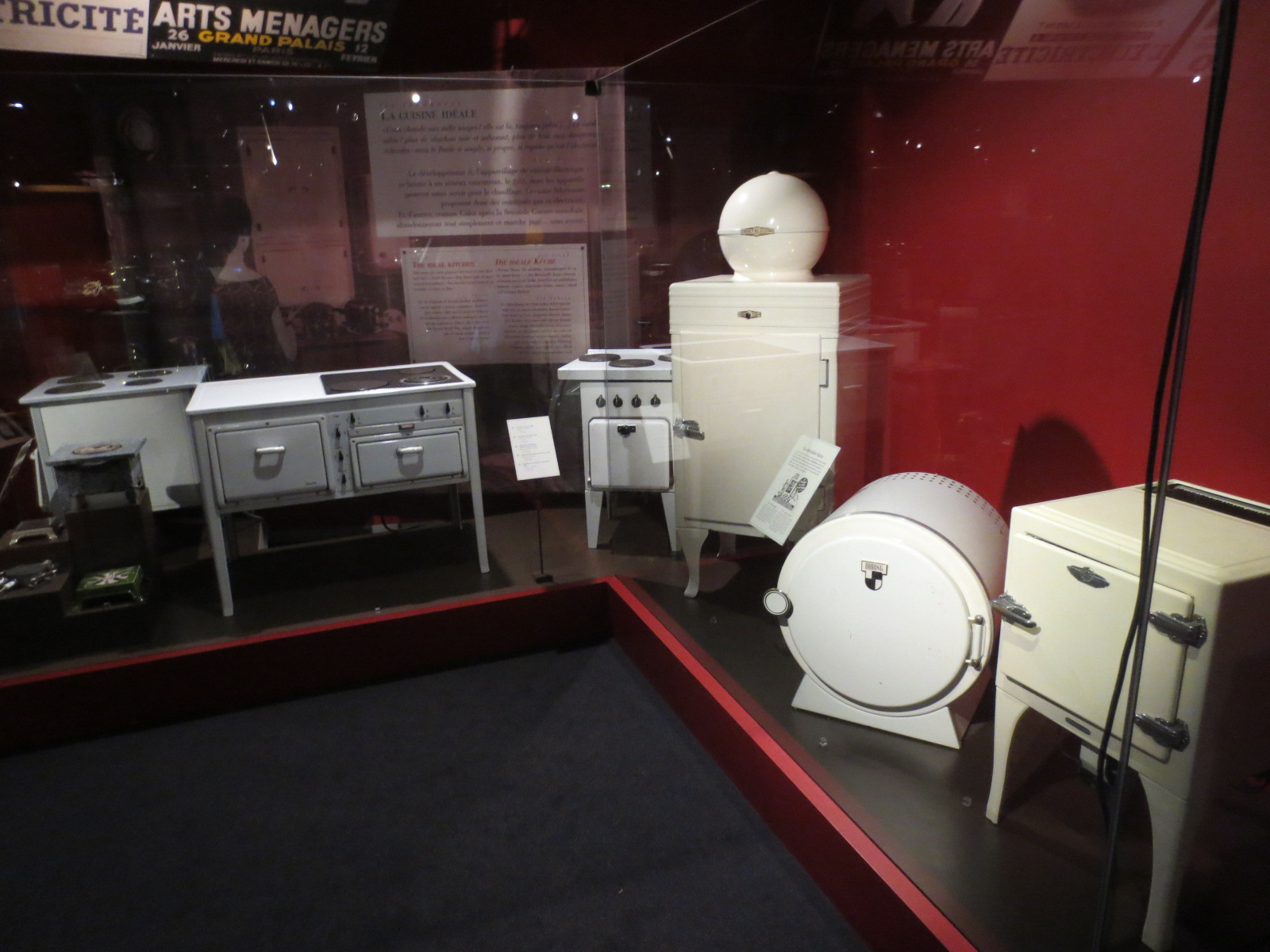
Cuisinières à plaque électrique et réfrigérateurs
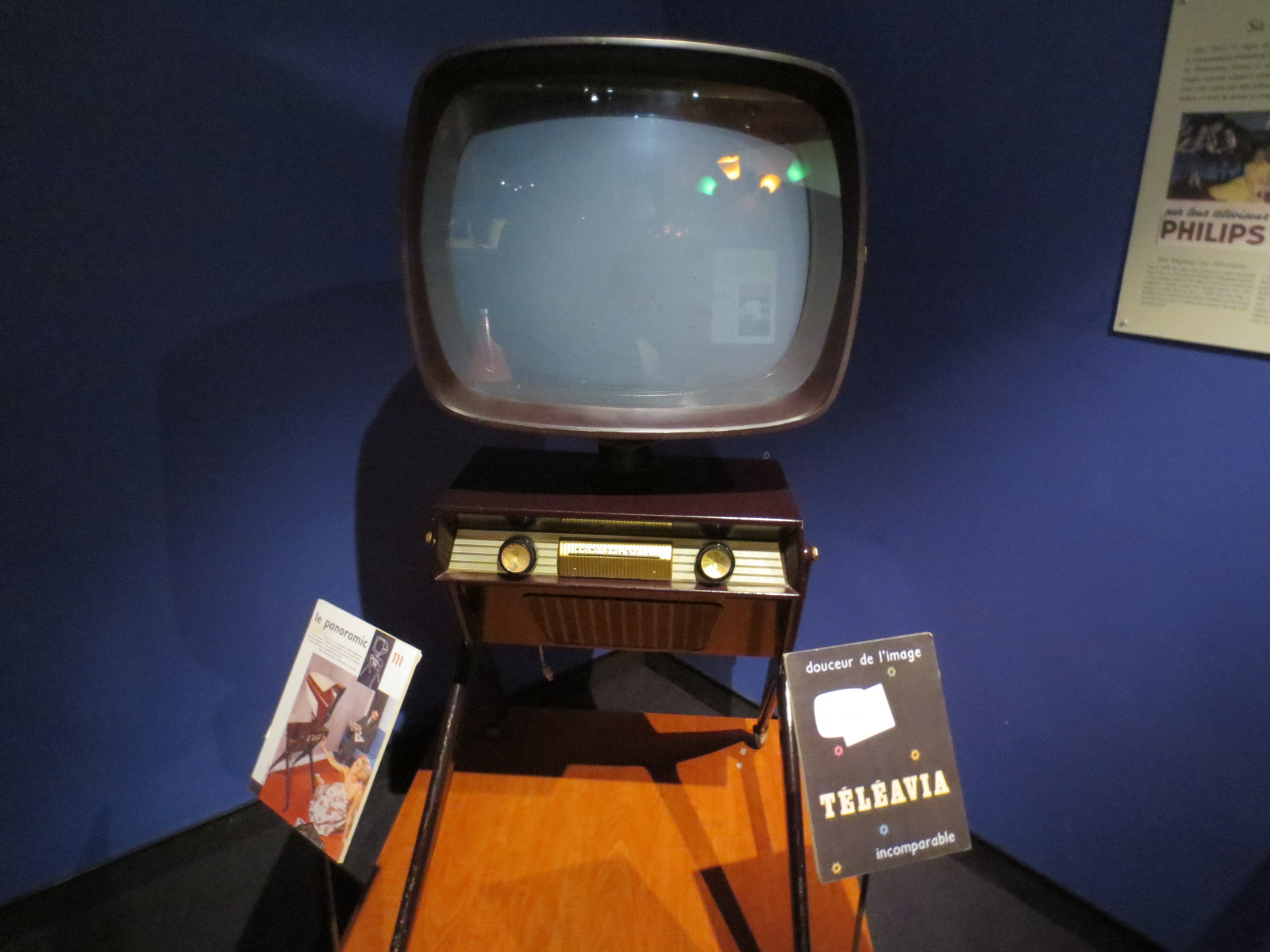
Téléviseur Teleavia de 1957

## Fréquentation
| Année | Entrées gratuites | Entrées payantes | Total  |
| ----- | ----------------- | ---------------- | ------ |
| 2001  | 5 775             | 27 931           | 33 706 |
| 2002  | 5 055             | 25 716           | 30 771 |
| 2003  | 3 095             | 19 928           | 23 023 |
| 2004  | 6 258             | 35 990           | 42 248 |
| 2005  | 5 793             | 36 088           | 41 881 |
| 2006  | 5 184             | 29 139           | 34 323 |
| 2007  | 7 137             | 29 464           | 36 601 |
| 2008  | 7 650             | 30 357           | 38 007 |
| 2009  | 10 777            | 27 272           | 38 049 |
| 2010  | 11 186            | 24 681           | 35 867 |
| 2011  | 12 142            | 27 062           | 39 204 |
| 2012  | 12 816            | 27 335           | 40 151 |
| 2013  | 7 302             | 30 679           | 37 981 |
| 2014  | 12 477            | 28 011           | 40 488 |
| 2015  | 10 978            | 21 445           | 32 423 |
| 2016  | 11 904            | 31 601           | 43 505 |
| 2017  | 28 224            | 11 746           | 39 970 |